# Флаг Эстонии
Флаг Эсто́нии (эст. Eesti riigilipp) — официальный государственный символ Эстонской Республики в 1918—1940 годах и с 1990 года. Представляет собой прямоугольное полотнище, состоящее из трёх горизонтальных полос равной ширины: верхней — синего, средней — чёрного и нижней — белого цвета. Стандартный размер флага составляет 105 × 165 см. В эстонском языке его часто называют «sinimustvalge» (буквально «сине-чёрно-белый»).

## История

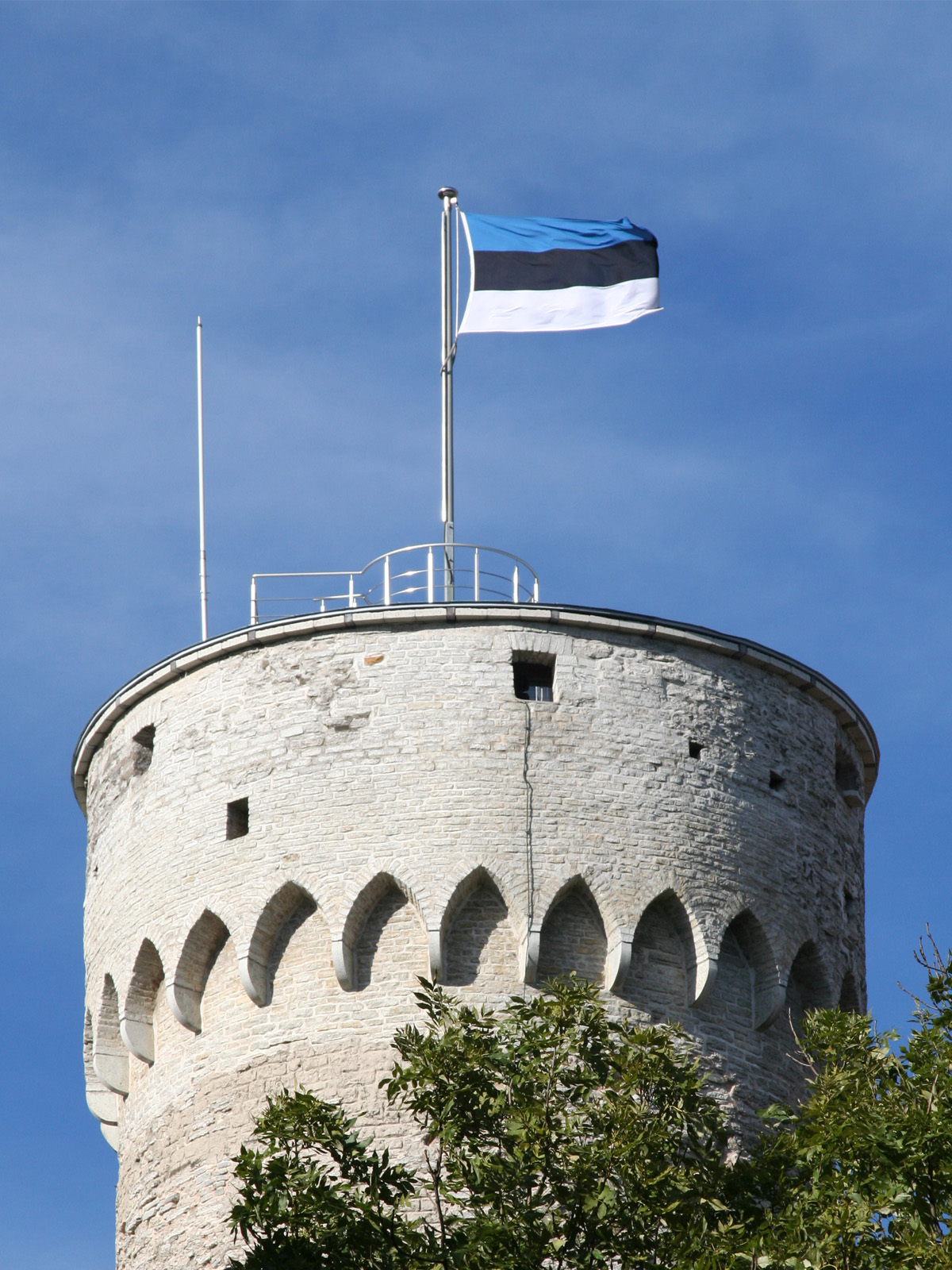
Флаг Эстонии на башне Длинный Герман

17 сентября 1881 года в Дерптском университете на учредительном собрании первой эстонской национальной студенческой корпорации «Вирония» были установлены цвета создаваемого студенческого братства:
- синий — отражение неба, озёр и моря эстонской земли, символ верности истине и национальным идеям;
- чёрный — цвет земли родины и национального сюртука;
- белый — стремление эстонского народа к счастью и свету.

26 марта 1882 года по инициативе супруги К. А. Херманна Паулы и с помощью Мийны Херманн (Хярма) и Эмилии Беэрманн было изготовлено шёлковое знамя «Виронии», состоявшее из трёх равновеликих горизонтальных полос — верхней синей, средней — чёрной и нижней — белой.
Первый сине-чёрно-белый флаг был 23 мая (4 июня) 1884 г. освящён в зале оденпеского прихода пастором Рудольфом Калласом (это полотнище в настоящее время хранится в Эстонском национальном музее).
Сине-чёрно-белый флаг стал символом эстонского национального достоинства и стремления эстонцев к независимости.
На эстонских песенных фестивалях в 1894 и 1896 годах развевалось множество таких триколоров.
Во время революций 1905 и 1917 годов его широко использовали революционеры-эстонские националисты.
При провозглашении независимости Эстонии 24 февраля 1918 года сине-чёрно-белый триколор использовался в качестве флага новой республики.
Первое постановление о временном государственном флаге Временное правительство Эстонской Республики приняло 21 ноября 1918 года:

«I. 1. Цвета государственного флага Эстонии есть синий (васильковый синий, rukkilille sinine), чёрный и белый, горизонтально расположенные».

Флаг Эстляндской трудовой коммуны

29 ноября 1918 года, после занятия города Нарвы Красной армией, на Нарвской ратуше был поднят революционный красный флаг и состоялось провозглашение советской республики под названием Эстляндская трудовая коммуна. Позже красный флаг был заменён собственным флагом: на прилегающем к древку жёлтом поле полотнища знамени на эстонском и русском языках было написано название государства, а на красном полотне был начертан девиз: «Эстонский пролетариат — на баррикады — за Советскую Эстляндию, великую Волгу, Урал, Сибирь во имя III Коммунистического Интернационала!» Эстляндская трудовая коммуна и её символика просуществовали около двух месяцев.
27 июня 1922 года парламент Эстонии принял закон о государственном флаге, окончательно закрепив его описание, статус и правила использования.
Во время событий 21 июня 1940 года флаг был снят с самого символичного для Эстонии места — башни Длинный Герман замка Тоомпеа в Таллине и заменён красным флагом:195.
Во время немецкой оккупации 1941—1944 цвета эстонского флага использовались в эмблемах национальных эстонских частей в составе войск СС. 21 сентября 1944 года эстонский триколор был поднят на башне Длинный Герман рядом с германским военным флагом при попытке восстановления независимости правительством Тийфа.
Когда 22 сентября 1944 года Красная армия вошла в Таллин, оба флага были сняты и на их месте вывесили флаг СССР. В последующие десятилетия в качестве флага республики использовался флаг Эстонской ССР.

## Современность

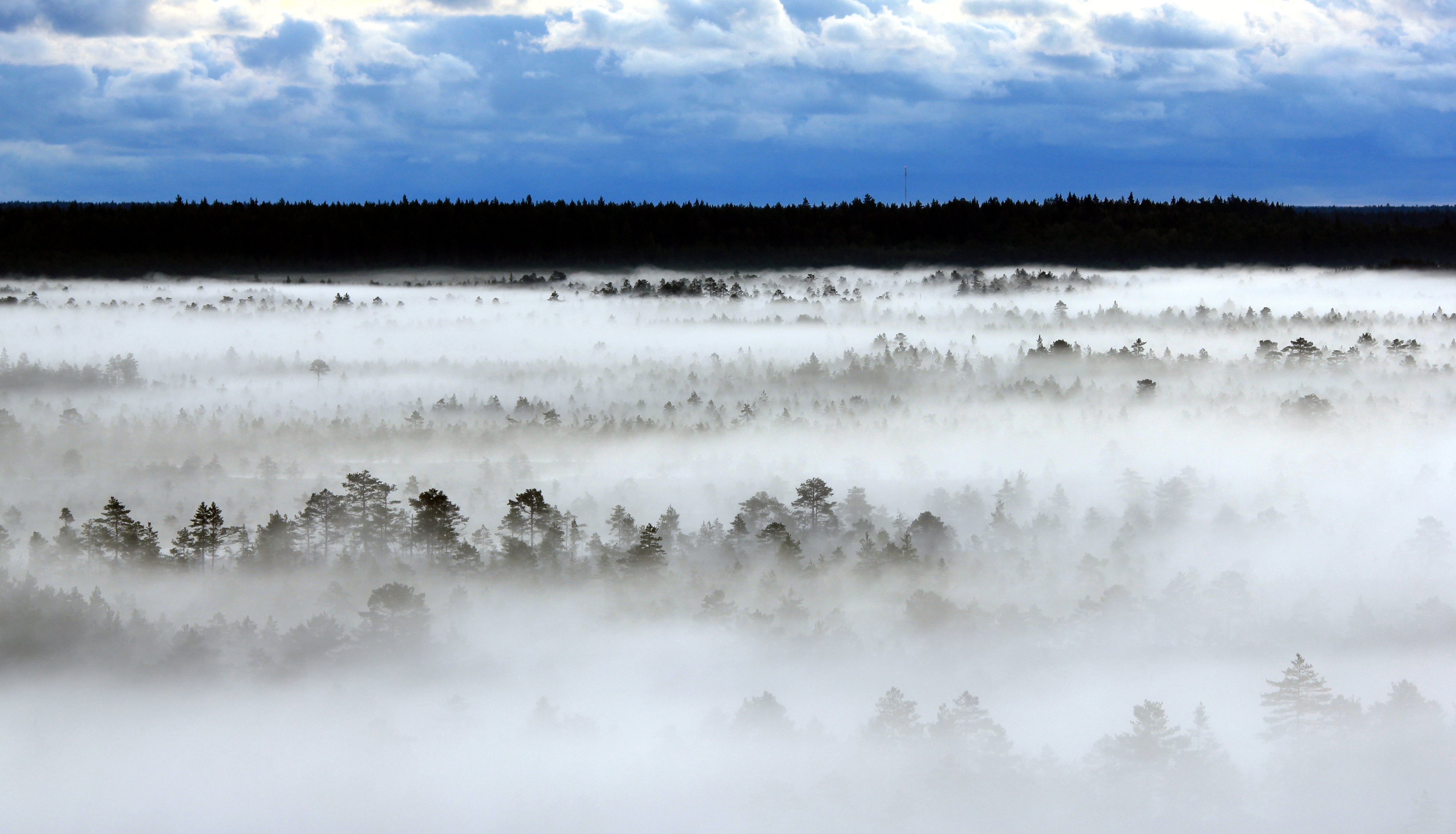
Цвета эстонского флага на рассвете в заповеднике Пыхья-Кырвемаа

Вновь эстонские национальные цвета стали открыто использоваться в 1987—1988 годах. 24 февраля 1989 года триколор сменил на башне «Длинный Герман» в Таллине флаг Эстонской ССР. Это положение было официально закреплено Верховным советом Эстонской ССР 7 августа 1990 года, чуть более чем за год до полного восстановления государственности Эстонии.
Закон о государственном флаге был принят 6 апреля 1993 года. С 1 января 2006 года вступил в силу ныне действующий Закон о флаге Эстонии, принятый 23 марта 2005 года.

## Дни флага
4 июня, в память об освящении эстонского флага в 1884 году, официально отмечается как День флага Эстонии. Закон о Государственном флаге, вступивший в силу 1 января 2006 года, устанавливает, что днями флага (то есть дни, в которые вывешивается государственный флаг) считаются 13 установленных Законодательством праздничных дней и знаменательных дат (за исключением церковных праздников), когда органы государственной и муниципальной власти обязаны вывешивать государственные флаги над своими зданиями. Одним из таких дней является 3 января, когда вспоминают сражавшихся в Освободительной войне (1918—1920).

## Дни, когда вывешиваются государственные флаги
- 1 января — Новый год;
- 2 февраля — годовщина подписания Тартуского мирного договора;
- 16 февраля — День независимости Литвы;
- 24 февраля — День независимости; годовщина Эстонской Республики;
- 14 марта — день родного языка;
- 1 мая — праздник весны;
- Второе воскресенье мая — День матери;
- 9 мая — день Европы;
- 4 июня — День эстонского флага;
- 14 июня — День траура;
- 23 июня — День победы;
- 20 августа — День восстановления независимости;
- Второе воскресенье ноября — День отца;
- 16 ноября — день возрождения;
- 18 ноября — День провозглашения Эстонской Республики.

Также государственные флаги вывешиваются во дни выборов в Рийгикогу, в дни собраний местного самоуправления, Европейского парламента, дни проведения референдумов.
Правительство Республики может своим распоряжением объявить дополнительно дни, когда следует вывешивать государственные флаги. По распоряжению уездного старейшины флаги могут быть вывешены в ознаменование какого-либо события в соответствующем уезде.
Государственный флаг может быть поднят во время общественных мероприятий. Каждый имеет право вывесить государственный флаг в ознаменование семейных торжественных событий и праздников.
В траурные дни вывешиваются траурные флаги. В этом случае к верхней части древка прикрепляется чёрная лента шириной от 50 до 100 мм, причём оба конца ленты должны по длине соответствовать ширине флага. Траурный флаг может быть также приспущен таким образом, чтобы нижний край флага опустился до середины флагштока.

## Символика
Исходная трактовка цветов была такой:
- синий — цвет неба, озёр и моря Эстонии; символизирует верность национальным идеям
- чёрный — цвет родной земли и национальных эстонских пиджаков; отражение всех тягот эстонского народа
- белый — цвет снежных равнин Эстонии; олицетворяет человеческое счастье, стремление к свободе и надежду на лучшее будущее.

Отношение: 7:11
Флаг президента Эстонии
Военно-морской флаг Эстонии
Гюйс

## Цвета флага
Оттенки цветов закреплены в эстонском законе о флаге.
| Цветовая модель | Синий               | Чёрный             | Белый                 |
| --------------- | ------------------- | ------------------ | --------------------- |
| Pantone         | 285 °C              | Hexachrome Black C | CMYK Safe             |
| RGB             | 0-125-195 (#007DC3) | 0-0-0 (#000000)    | 255-255-255 (#FFFFFF) |
| CMYK            | 91-43-0-0           | 0-0-0-100          | 0-0-0-0               |

## Альтернативные предложения
В 2001 эстонский политик Каарел Таранд предложил изменить триколор на скандинавский крестовый флаг с теми же самыми цветами. Сторонники этого варианта утверждают, что существующий триколор придаёт Эстонии образ постсоветской и восточноевропейской страны, тогда как флаг с крестом должен символизировать тесную связь с северными странами.
Эстонцы склонны считать себя скорее северным народом, чем прибалтами. Этот взгляд основан на давних языковых, культурных и исторических связях с Швецией, Данией и, в особенности, с Финляндией. В декабре 1999 министерство иностранных дел Эстонии и бывший президент Эстонии — Тоомас Хендрик Ильвес — выступили с речью, озаглавленной «Эстония и Северные страны».
Некоторые выступают за одновременную смену и названия страны в английском и некоторых других языках с Estonia на Estland (так звучит название страны в датском, голландском, немецком, шведском и многих других германских языках). Ряд флагов с северным крестом был предложен уже в 1919, после принятия официального флага, однако, поскольку существующий триколор отражает важные национальные символы, то предложения не получили широкой поддержки.

Альтернативный флаг Эстонии, предложенный в 1919 году
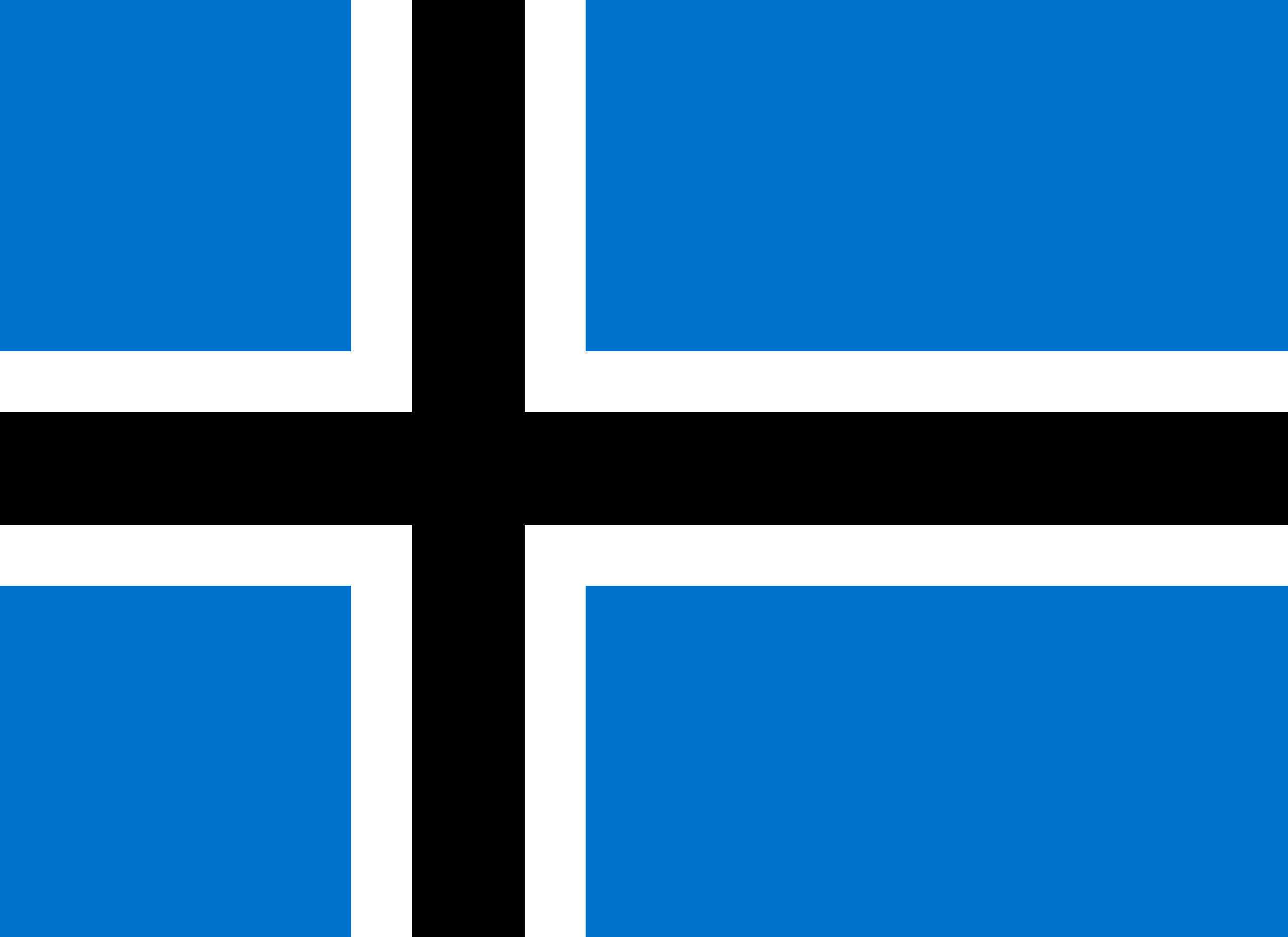
Альтернативный скандинавский дизайн флага Эстонии, предложенный в 2001 году
Альтернативный скандинавский дизайн флага Эстонии, предложенный в 2001 году
Альтернативный скандинавский дизайн флага Эстонии, предложенный в 2001 году